# Golden Globe Awards 2000
Die 57. Verleihung der Golden Globe Awards fand am 23. Januar 2000 statt.

## Nominierungen und Gewinner im Bereich Film

### Bester Film – Drama
American Beauty – Regie: Sam Mendes
- Das Ende einer Affäre (The End of the Affair) – Regie: Neil Jordan
- Der talentierte Mr. Ripley (The Talented Mr. Ripley) – Regie: Anthony Minghella
- Hurricane (The Hurricane) – Regie: Norman Jewison
- Insider (The Insider) – Regie: Michael Mann

### Bester Film – Musical/Komödie
Toy Story 2 – Regie: John Lasseter
- Being John Malkovich – Regie: Spike Jonze
- Der Mondmann (Man on the Moon) – Regie: Miloš Forman
- Notting Hill – Regie: Roger Michell
- Reine Nervensache (Analyze This) – Regie: Harold Ramis

### Beste Regie
Sam Mendes – American Beauty
- Norman Jewison – Hurricane (The Hurricane)
- Neil Jordan – Das Ende einer Affäre (The End of the Affair)
- Michael Mann – Insider (The Insider)
- Anthony Minghella – Der talentierte Mr. Ripley (The Talented Mr. Ripley)

### Bester Darsteller – Drama
Denzel Washington – Hurricane (The Hurricane)
- Russell Crowe – Insider (The Insider)
- Matt Damon – Der talentierte Mr. Ripley (The Talented Mr. Ripley)
- Richard Farnsworth – Eine wahre Geschichte – The Straight Story (The Straight Story)
- Kevin Spacey – American Beauty

### Beste Darstellerin – Drama
Hilary Swank – Boys Don’t Cry
- Annette Bening – American Beauty
- Julianne Moore – Das Ende einer Affäre (The End of the Affair)
- Meryl Streep – Music of the Heart
- Sigourney Weaver – Unschuldig verfolgt (A Map of the World)

### Bester Darsteller –– Musical/Komödie
Jim Carrey – Der Mondmann (Man on the Moon)
- Robert De Niro – Reine Nervensache (Analyze This)
- Rupert Everett – Ein perfekter Ehemann (An Ideal Husband)
- Hugh Grant – Notting Hill
- Sean Penn – Sweet and Lowdown

### Beste Darstellerin – Musical/Komödie
Janet McTeer – Tumbleweeds
- Julianne Moore – Ein perfekter Ehemann (An Ideal Husband)
- Julia Roberts – Notting Hill
- Sharon Stone – Die Muse (The Muse)
- Reese Witherspoon – Election

### Bester Nebendarsteller
Tom Cruise – Magnolia
- Michael Caine – Gottes Werk & Teufels Beitrag (The Cider House Rules)
- Michael Clarke Duncan – The Green Mile
- Jude Law – Der talentierte Mr. Ripley (The Talented Mr. Ripley)
- Haley Joel Osment – The Sixth Sense

### Beste Nebendarstellerin
Angelina Jolie – Durchgeknallt (Girl, Interrupted)
- Cameron Diaz – Being John Malkovich
- Catherine Keener – Being John Malkovich
- Samantha Morton – Sweet and Lowdown
- Natalie Portman – Überall, nur nicht hier (Anywhere, But Here)
- Chloë Sevigny – Boys Don’t Cry

### Bestes Drehbuch
Alan Ball – American Beauty
- John Irving – Gottes Werk & Teufels Beitrag (The Cider House Rules)
- Charlie Kaufman – Being John Malkovich
- Michael Mann, Eric Roth – Insider (The Insider)
- M. Night Shyamalan – The Sixth Sense

### Beste Filmmusik
Ennio Morricone – Die Legende vom Ozeanpianisten (La leggenda del pianista sull'Oceano)
- Angelo Badalamenti – Eine wahre Geschichte – The Straight Story (The Straight Story)
- Pieter Bourke, Lisa Gerrard – Insider (The Insider)
- George Fenton – Anna und der König (Anna and the King)
- Thomas Newman – American Beauty
- Michael Nyman – Das Ende einer Affäre (The End of the Affair)
- Jocelyn Pook – Eyes Wide Shut
- John Williams – Die Asche meiner Mutter (Angela’s Ashes)
- Gabriel Yared – Der talentierte Mr. Ripley (The Talented Mr. Ripley)

### Bester Filmsong
„You'll Be in My Heart“ aus Tarzan – Phil Collins
- „Beautiful Stranger“ aus Austin Powers – Spion in geheimer Missionarsstellung (Austin Powers: The Spy Who Shagged Me) – Madonna, William Orbit
- „How Can I Not Love You“ aus Anna und der König (Anna and the King) – Babyface, George Fenton, Robert Kraft
- „Save Me“ aus Magnolia – Aimee Mann
- „When She Loved Me“ aus Toy Story 2 – Randy Newman

### Bester fremdsprachiger Film
Alles über meine Mutter (Todo sobre mi madre), Spanien – Regie: Pedro Almodóvar
- Aimée & Jaguar, Deutschland – Regie: Max Färberböck
- Die Frau auf der Brücke (La Fille sur le pont), Frankreich – Regie: Patrice Leconte
- Die rote Violine (The Red Violine), Kanada/Italien – Regie: François Girard
- Est-Ouest – Eine Liebe in Russland (Est-Ouest), Bulgarien/Frankreich/Russland/Spanien – Regie: Régis Wargnier

## Nominierungen und Gewinner im Bereich Fernsehen

### Beste Serie – Drama
Die Sopranos (The Sopranos)
- Emergency Room – Die Notaufnahme (ER)
- Noch mal mit Gefühl (Once and Again)
- Practice – Die Anwälte (The Pracitice)
- The West Wing – Im Zentrum der Macht (The West Wing)

### Bester Darsteller in einer Fernsehserie – Drama
James Gandolfini – Die Sopranos (The Sopranos)
- Billy Campbell – Noch mal mit Gefühl (Once and Again)
- Rob Lowe – The West Wing – Im Zentrum der Macht (The West Wing)
- Dylan McDermott – Practice – Die Anwälte (The Pracitice)
- Martin Sheen – The West Wing – Im Zentrum der Macht (The West Wing)

### Beste Darstellerin in einer Fernsehserie – Drama
Edie Falco – Die Sopranos (The Sopranos)
- Lorraine Bracco – Die Sopranos (The Sopranos)
- Amy Brenneman – Für alle Fälle Amy (Judging Amy)
- Julianna Margulies – Emergency Room – Die Notaufnahme (ER)
- Sela Ward – Noch mal mit Gefühl (Once and Again)

### Beste Serie – Musical/Komödie
Sex and the City
- Ally McBeal
- Chaos City (Spin City)
- Dharma & Greg
- Will & Grace

### Bester Darsteller in einer Fernsehserie – Musical/Komödie
Michael J. Fox – Chaos City (Spin City)
- Thomas Gibson – Dharma & Greg
- Eric McCormack – Will & Grace
- Ray Romano – Alle lieben Raymond (Everybody Loves Raymond)
- George Segal – Just Shoot Me – Redaktion durchgeknipst (Just Shoot Me!)

### Beste Darstellerin in einer Fernsehserie – Musical/Komödie
Sarah Jessica Parker – Sex and the City
- Jenna Elfman – Dharma & Greg
- Calista Flockhart – Ally McBeal
- Felicity Huffman – Sports Night
- Heather Locklear – Chaos City (Spin City)
- Debra Messing – Will & Grace

### Beste Miniserie oder bester Fernsehfilm
Citizen Kane – Die Hollywood-Legende (RKO 281)
- Dash and Lilly
- Jeanne d’Arc – Die Frau des Jahrtausends (Joan of Arc)
- Rising Star (Introducing Dorothy Dandridge)
- Zeugenschutzprogramm (Witness Protection)

### Bester Darsteller in einer Miniserie oder einem Fernsehfilm
Jack Lemmon – Wer Sturm sät (Inherit the Wind)
- Jack Lemmon – Dienstags bei Morrie (Tuesdays With Morrie)
- Liev Schreiber – Citizen Kane – Die Hollywood-Legende (RKO 281)
- Sam Shepard – Dash and Lilly
- Tom Sizemore – Zeugenschutzprogramm (Witness Protection)

### Beste Darstellerin in einer Miniserie oder einem Fernsehfilm
Halle Berry – Rising Star (Introducing Dorothy Dandridge)
- Judy Davis – Dash and Lilly
- Mia Farrow – Forget Me Never
- Helen Mirren – The Passion of Ayn Rand
- Leelee Sobieski – Jeanne d’Arc – Die Frau des Jahrtausends (Joan of Arc)

### Bester Nebendarsteller in einer Serie, einer Miniserie oder einem Fernsehfilm
Peter Fonda – The Passion of Ayn Rand
- Klaus Maria Brandauer – Rising Star (Introducing Dorothy Dandridge)
- Sean Hayes – Will & Grace
- Chris Noth – Sex and the City
- Peter O’Toole – Jeanne d’Arc – Die Frau des Jahrtausends (Joan of Arc)
- David Spade – Just Shoot Me – Redaktion durchgeknipst (Just Shoot Me!)

### Beste Nebendarstellerin in einer Serie, einer Miniserie oder einem Fernsehfilm
Nancy Marchand – Die Sopranos (The Sopranos)
- Kathy Bates – Annie – Weihnachten einer Waise (Annie)
- Jacqueline Bisset – Jeanne d’Arc – Die Frau des Jahrtausends (Joan of Arc)
- Kim Cattrall – Sex and the City
- Melanie Griffith – Citizen Kane – Die Hollywood-Legende (RKO 281)
- Cynthia Nixon – Sex and the City
- Miranda Richardson – Die Akte Romero (The Big Brass Ring)

## Miss Golden Globe
Liza Huber (Tochter von Helmut Huber und Susan Lucci)